# Hanna Rheinz
Hanna Rheinz (* 1950 in Köln) ist eine deutsche Publizistin, Psychologin und Tierrechtsethikerin. 

## Leben und Werk
Hanna Rheinz studierte Japanologie, Sinologie, Philosophie und Soziologie (Frankfurt, München, Tokyo) sowie Psychologie (München, Salzburg) mit den Abschlüssen Magister Artium, Diplom und Promotion. Sie arbeitete als klinische Psychologin an verschiedenen Kliniken sowie als niedergelassene psychologische Psychotherapeutin. Sie war Leiterin des Jüdischen Kulturmuseums Augsburg-Schwaben. Als freie Autorin und Publizistin war sie für Printmedien, öffentlich-rechtliche Fernseh- und Rundfunkanstalten tätig.
Bekanntheit erlangte sie mit ihrer Untersuchung über die Mensch-Tier-Beziehung, veröffentlicht 1994 in „Eine tierische Liebe – Zur Psychologie der Beziehung zwischen Mensch und Tier“ sowie „Frauen, Tiere, Seelenbilder“ (2000). In zahlreichen Essays, Artikeln, mit Fernsehauftritten und Dokumentarfilmen trat sie zum Thema Mensch-Tier Interaktion sowie Tierrechten an die Öffentlichkeit. Als Jüdin beschäftigte sie sich mit der Bedeutung des Tieres für Holocaust-Überlebende und deren Nachkommen, der Stellung der jüdischen Frau sowie der kollektiven gesellschaftlichen Abwehr der vom Judentum entwickelten Tierschutztradition.
Schwerpunkt ihrer Arbeit ist die jüdische Tierschutztradition, deren Bedeutung als weltweit erste Tierrechtsbewegung sie aufzeigt. Sie legte die Grundlage einer „Kabbala der Tiere“. Damit einher ging der Nachweis, dass Antisemitismus und Antijudaismus auch als Folge der kollektiven Abwehr dieser biblischen Tierrechtsvorstellungen entstanden und bis zum heutigen Tage weiter wirken. 
Sie ist Gründerin der Initiative Jüdischer Tierschutz sowie des interreligiösen und interkulturellen Vereines Trialog 4 Animals (TriAni) e.V., dessen Ziel es ist, in der Gesellschaft und unter den Anhängern der drei abrahamitischen Religionen Judentum, Christentum und Islam tierschutzbezogene Dialoge zu fördern.
Auch in ihrem künstlerischen Werk setzt Hanna Rheinz sich mit der Begegnung von Mensch und Tier auseinander („Schemesch Chai“, Ausstellungen des internationalen Projekts „Flying Carpet“). 
Hanna Rheinz erhielt den Hans-Henny-Jahnn-Preis für Essayistik und war Literatur-Stipendiatin des Landes Schleswig-Holstein.

## Bibliographie

### Bücher
- Oedipus oder der gewundene Pfad der Psychoanalyse. Frankfurt 1988.
- Eine tierische Liebe – Zur Psychologie der Beziehung zwischen Mensch und Tier. München 1994.
- Die manipulierte Seele – An den Grenzen des Bewußtseins. Stuttgart 1995.
- An diesem Zeichen kannst du mich erkennen – Leben mit Narben an Körper und Seele. Frankfurt 1997.
- Die jüdische Frau – Auf der Suche nach einer modernen Identität. Gütersloh 1998.
- Tiere, Frauen, Seelenbilder – Die neue Tierpsychologie. München 2000.
- Zwischen Streichelzoo und Schlachthof: Über das ambivalente Verhältnis zwischen Mensch und Tier. München 2011

### Hörbücher
- Schräge Vögel und koschere Katzen – Tierschutz im Judentum. 2008.

### Weitere Texte
- Kleine Psychodynamik der Jagd
- Plädoyer wider die Leichtigkeit des Tötens
- Zoophilie – die mißbräuchliche, mißverstandene Tierliebe
- Kabbala der Tiere: Tierrechte im Judentum und warum sie bis zum heutigen Tag kollektive Abwehr auslösen
- Geliebte und andere Tiere im Judentum, Christentum und Islam. In: W.-R. Schmidt: Und schont die Seele des Tieres – Tier und Tierschutz im Judentum. Gütersloh 1996.
- Gottes unwerte Geschöpfe? Religionen und Tierschutz. In: Deutsches Tierärzteblatt. 8/2009.
- Das Fleisch gequälter Tiere ist niemals koscher
- Koscherer Vegetarismus